# Armorial des communes de la Vendée
- il comporte peu ou pas de sources.
- il reste des blasons à dessiner dans cet armorial.
- certaines figures sont encore dans un format bitmap et doivent être vectorisées.

Cette page donne les armoiries (figures et blasonnements) des communes de la Vendée.  
- Haut – A
- B
- C
- D
- E
- F
- G
- H
- I
- J
- K
- L
- M
- N
- O
- P
- Q
- R
- S
- T
- U
- V
- W
- X
- Y
- Z

(0 dessin(s) en attente.)

## A
| Blason de Aiguillon-sur-Mer (L') | Blason  | D'azur au lion couronné d'or.                    |
| Blason de Aiguillon-sur-Mer (L') | Détails | Le statut officiel du blason reste à déterminer. |

| Blason de Aizenay | Blason  | D'hermine au chef de gueules.                    |
| Blason de Aizenay | Détails | Le statut officiel du blason reste à déterminer. |

| Blason de Angles | Blason  | D'or aux trois bandes de sable, sur le tout de gueules aux cinq tours d'argent ouvertes aussi de sable, au chef aussi de gueules chargé de la « bête d'Angles » passante d'argent, accostée à dextre d'une crosse d'or issant du trait du chef et à senestre d'une épée du même. |
| Blason de Angles | Détails | Le statut officiel du blason reste à déterminer. |

| Blason de Apremont | Blason  | De gueules au lion d'or, couronné d'azur.        |
| Blason de Apremont | Détails | Le statut officiel du blason reste à déterminer. |

| Blason de Aubigny | Blason  | Écartelé : au premier, de gueules aux trois croissants d'or ; au deuxième, de gueules aux trois tours d'or, ouvertes de sable; au troisième, d'argent à la croix de gueules cantonnée de quatre coquilles de sable ; au quatrième, de gueules aux six besants d'argent ordonnés 3, 2 et 1 ; sur le tout d'azur à l'église romane Saint Laurent d'Aubigny d'argent posée sur une motte de sinople. |
| Blason de Aubigny | Détails | Le statut officiel du blason reste à déterminer. |

- Haut – A
- B
- C
- D
- E
- F
- G
- H
- I
- J
- K
- L
- M
- N
- O
- P
- Q
- R
- S
- T
- U
- V
- W
- X
- Y
- Z

## B
| Blason de Barbâtre | Blason  | Coupé ondé d'azur et d'or, au soleil non figuré brochant de l'un en l'autre. |
| Blason de Barbâtre | Détails | Le statut officiel du blason reste à déterminer.                             |

| Blason de Barre-de-Monts (La) | Blason  | D'or à la barre d'azur accompagnée à dextre de trois monts de sable mouvant du flanc et de la partition et portant trois pins au naturel, et à senestre d'un vaisseau de gueules équipé d'argent voguant sur une mer ondée de sinople. |
| Blason de Barre-de-Monts (La) | Détails | Armes parlantes. (barre + mont) Le statut officiel du blason reste à déterminer. |

| Blason de Bazoges-en-Pareds | Blason  | D'azur au donjon du lieu d'or, surmonté d'une trangle du même fleurdelysée de trois pièces des deux côtés. |
| Blason de Bazoges-en-Pareds | Détails | Le statut officiel du blason reste à déterminer.                                                           |

| Blason de Beaufou | Blason  | D'argent au chevron d'azur chargé de sept fleurs de lis d'or posées à plomb, accompagné en chef à dextre d'un hêtre de sinople, en chef à senestre d'une croisette pattée de sable et en pointe d'un cœur croiseté de gueules. |
| Blason de Beaufou | Détails | Le statut officiel du blason reste à déterminer. |

| Blason de Beaulieu-sous-la-Roche | Blason  | Écartelé : au premier, de gueules aux cinq tours d'or ; au deuxième, d'azur aux trois fleurs de lys d'or, à la bordure cousue* de gueules ; au troisième, d'argent à la croix ancrée de gueules, à la bordure de sable chargée de huit besants d'or ; au quatrième, gironné de vair et de gueules de douze pièces ; à la croix d'argent chargée d'un bâton prieural au naturel posé en pal, brochant sur l'écartelé. |
| Blason de Beaulieu-sous-la-Roche | Détails | * Ces armes emploient le terme « cousu » dans le seul but de contrevenir à la règle de contrariété des couleurs : elles sont fautives : gueules sur azur. Le statut officiel du blason reste à déterminer. |

| Blason de Beaurepaire | Blason  | D'azur aux trois chevrons d'or.                  |
| Blason de Beaurepaire | Détails | Le statut officiel du blason reste à déterminer. |

| Blason de Beauvoir-sur-Mer | Blason  | D'azur à la nef d'argent voguant sur des ondes du même mouvant de la pointe, à la voile carrée d'or chargée d'une croix partie de gueules et de sable, au pennon aussi d'argent. |
| Blason de Beauvoir-sur-Mer | Détails | Le statut officiel du blason reste à déterminer. |

| Blason de Belleville-sur-Vie | Blason  | Gironné de gueules et de vair de douze pièces.   |
| Blason de Belleville-sur-Vie | Détails | Le statut officiel du blason reste à déterminer. |

| Blason de Bernard (Le) | Blason  | Écartelé : au premier, de sinople à la croix d'or remplie de gueules ; au deuxième et au troisième, d'or plain ; au quatrième, de sinople à l'ours en pied d'or lampassé de gueules. Devise / CriSpes Et Virtus |
| Blason de Bernard (Le) | Détails | Le statut officiel du blason reste à déterminer. |

| Blason de Bernardière (La) | Blason  | Taillé d'argent et de gueules, à l'arbre de l'un dans l'autre brochant sur le tout, accompagné de deux châteaux du même. |
| Blason de Bernardière (La) | Détails | Le statut officiel du blason reste à déterminer.                                                                         |

| Blason de Bessay | Blason  | De sable à quatre fusées d'argent accolées et posées en bande. Devise / CriFac Quod Debes Et Non Timeas |
| Blason de Bessay | Détails | Le statut officiel du blason reste à déterminer.                                                        |

| Blason de Boissière-de-Montaigu (La) | Blason  | Parti : au premier, d'argent aux trois fasces d'azur ; au second, d'azur semé de fleurs de lys d'or aux trois écussons d'argent brochant sur le tout ; le tout sommé d'un chef d'or chargé de trois buis de sinople. Devise / CriBuxia |
| Blason de Boissière-de-Montaigu (La) | Détails | Armes parlantes. (Boissière et buis) Le statut officiel du blason reste à déterminer. |

| Blason de Bois-de-Céné | Blason  | Écartelé : au premier d'azur à la moucheture d'hermine d'or, au deuxième de sinople à l'arbre d'argent, au troisième de sinople à la tour d'argent, maçonnée de sable et ouverte du champ, au quatrième d'azur à la fleur de lis d'or ; sur le tout, d'or au cœur vidé, couronné et croisé de sinople. |
| Blason de Bois-de-Céné | Détails | Le statut officiel du blason reste à déterminer. |

| Blason de Boissière-des-Landes (La) | Blason  | Parti : au premier, d'azur au chevron d'or accompagné de trois trèfles du même ; au second, d'or au chevron de gueules accompagné de trois aiglettes d'azur, becquées et membrées aussi de gueules ; le tout sommé d'un chef d'argent chargé d'une croisette de Malte de gueules accostée de deux quintefeuilles de sinople. |
| Blason de Boissière-des-Landes (La) | Détails | Le statut officiel du blason reste à déterminer. |

| Blason de Bouin | Blason  | De gueules à la nef d'or, grée et mâtée du même, avec une voile et un pennon d'argent, voguant sur une mer de sinople, cantonnée à dextre en chef d'une étoile aussi d'or posée en bande. |
| Blason de Bouin | Détails | * Il y a là non-respect de la règle de contrariété des couleurs : ces armes sont fautives (sinople sur gueules). Le statut officiel du blason reste à déterminer.                         |

| Blason de Boupère (Le) | Blason  | D'azur à la fasce haussée d'argent fuselée de sept pièces de gueules, accompagnée en pointe d'une chapelle-château de deux tours d'argent couverte, ouverte et ajourée de sable, à la filière d'or. Ornements extérieursL'écu est sommé d'une couronne murale donjonnée de trois pièces et soutenu d'un listel portant l'inscription : «ALBA PETRA » Devise / CriAlba Petra |
| Blason de Boupère (Le) | Détails | - La couleur blanche et les losanges rouges proviennent du blason de la famille Frotier de Bagneaux (propriétaire du château de la Pelissonnière). La bande horizontale (fasce) et la couleur jaune de la bordure évoquent les armoiries de la famille de Monti de Rezé, propriétaire du château du Fief Milon. L'église fortifiée est évidemment celle du Boupère, reconnaissable à son oculus excentré traversé par un "S" en bande. L'inscription «ALBA PETRA » (Pierre blanche) rappelle l'étymologie de la paroisse du Boupère. Le statut officiel du blason reste à déterminer. |

| Blason de Bournezeau | Blason  | Écartelé : au premier et au quatrième, d'azur au bourg d'or ; au deuxième, de gueules au pairle ondé d'argent ; au troisième, d'argent aux trois croisettes de gueules. |
| Blason de Bournezeau | Détails | Le statut officiel du blason reste à déterminer. |

| Blason de Brem-sur-Mer | Blason  | Écartelé : au premier, d'or au manteau gonfalonné d'azur chargé d'une épée du champ ; au deuxième, de gueules à la chapelle campanée d'argent, ouverte et ajourée de sable ; au troisième, de gueules au bateau de sable, habillé et flammé d'argent ; au quatrième, d'or à la grappe de raisin de gueules, tigée et feuillée de sinople. Devise / CriCaritas. |
| Blason de Brem-sur-Mer | Détails | Conflit héraldique : le dessin ne montre pas le "campanée". Le statut officiel du blason reste à déterminer. |

| Blason de Brétignolles-sur-Mer | Blason  | D'azur à l'écusson d'argent aux trois chevrons de gueules, surmonté d'un chapeau de cardinal de gueules.                                                       |
| Blason de Brétignolles-sur-Mer | Détails | * Il y a là non-respect de la règle de contrariété des couleurs : ces armes sont fautives (gueules sur azur). Le statut officiel du blason reste à déterminer. |

| Blason de Brouzils (Les) | Blason  | Coupé : au premier, d'argent au chêne de sinople englanté d'or ; au second, d'or au loup passant de sable. |
| Blason de Brouzils (Les) | Détails | Le statut officiel du blason reste à déterminer.                                                           |

| Blason de Bruffière (La) | Blason  | D'azur aux trois macles d'or accompagnées de trois fleurs de lys du même mal ordonnées. |
| Blason de Bruffière (La) | Détails | Le statut officiel du blason reste à déterminer.                                        |

- Haut – A
- B
- C
- D
- E
- F
- G
- H
- I
- J
- K
- L
- M
- N
- O
- P
- Q
- R
- S
- T
- U
- V
- W
- X
- Y
- Z

## C
| Blason de Caillère-Saint-Hilaire (La) | Blason  | Écartelé : au premier, d'argent au sautoir de gueules ; au deuxième, de sinople à une tour d'or ; au troisième, d'or à un cerisier de sinople, fruité de gueules, accosté de deux buissons d'épines aussi de sinople, le tout terrassé de sable ; au quatrième, d'azur à six cailles d'or. |
| Blason de Caillère-Saint-Hilaire (La) | Détails | Armes parlantes. (cailles) Le statut officiel du blason reste à déterminer. |

| Blason de Chaillé-les-Marais | Blason  | Écartelé : au premier, d'or au château de gueules, ouvert et ajouré du champ, maçonné de sable ; au deuxième, d'azur à l'île d'argent ; au troisième, d'azur à l'anguille d'argent ondoyante en pal ; au quatrième, d'or à la fasce fuselée de gueules de cinq pièces. |
| Blason de Chaillé-les-Marais | Détails | Le statut officiel du blason reste à déterminer. |

| Blason de Chaix | Blason  | Écartelé en sautoir : au premier, de sable à la couronne de baron d'or accompagnée de trois croisettes pattées d'argent ; au deuxième, d'argent au chêne arraché de sinople englanté d'or ; au troisième, d'argent au drakkar contourné de gueules, bordé de tampons d'or ; au quatrième, de sinople à la champagne ondée d'argent. |
| Blason de Chaix | Détails | Armes parlantes. (chêne) Le statut officiel du blason reste à déterminer. |

| Blason de La Chaize-Giraud | Blason  | Tranché: au 1er de gueules au lion d'argent, au 2e d'argent au château de deux tours couvert d'azur, ouvert, ajouré et maçonné de sable, flammé de gueules. |
| Blason de La Chaize-Giraud | Détails | Le statut officiel du blason reste à déterminer. |

| Blason de Chaize-le-Vicomte (La) | Blason  | De gueules aux trois écussons ovales, celui en pointe couché, le premier cousu d'azur à l'arbre arraché d'argent, accosté de deux croissants affrontés du même, surmonté d'une fleur de lys d'or, le deuxième gironné de sable et d'argent de huit pièces, le troisième cousu d'azur à la croix de Saint Louis d'or. |
| Blason de Chaize-le-Vicomte (La) | Détails | * Ces armes emploient le terme « cousu » dans le seul but de contrevenir à la règle de contrariété des couleurs : elles sont fautives : azur sur gueules. Le statut officiel du blason reste à déterminer. |

| Blason de Challans | Blason  | D'azur au chaland d'or, habillé et flammé d'argent, accompagné en chef à dextre d'une étoile aussi d'or et à senestre d'une tour du même ouverte du champ. Devise / CriIn Viam Prosperitatis Et Pacis (Dans la voie de la prospérité et de la paix.) |
| Blason de Challans | Détails | Armes parlantes. (chaland, nom du navire représenté) Le statut officiel du blason reste à déterminer. |

| Blason de Champ-Saint-Père (Le) | Blason  | D'argent aux quatre épis de blé au naturel en bouquet mûris par un soleil non figuré de gueules mouvant de la pointe, à la chape abaissée, partie au premier de sinople à la roue dentée d'argent et au second d'or à la grappe de raisin de gueules feuillée de sinople, au compas ouvert au naturel brochant sur le trait de la chape. |
| Blason de Champ-Saint-Père (Le) | Détails | Le statut officiel du blason reste à déterminer. |

| Blason de Chantonnay | Blason  | D'azur à la gerbe d'or.                          |
| Blason de Chantonnay | Détails | Le statut officiel du blason reste à déterminer. |

| Blason de Châtaigneraie (La) | Blason  | D'argent au lion d'azur semé de fleurs de lys d'or. |
| Blason de Châtaigneraie (La) | Détails | Le statut officiel du blason reste à déterminer.    |

| Blason de Château-Guibert | Blason  | Écartelé : au premier, de gueules à la croix de Malte d'argent ; au deuxième, d'azur aux deux clefs d'argent passées en sautoir ; au troisième, d'azur à la fasce d'argent chargée de trois étoiles de gueules ; au quatrième, de gueules à la croix double d'argent. |
| Blason de Château-Guibert | Détails | Le statut officiel du blason reste à déterminer. |

| Blason de Châtelliers-Châteaumur (Les) | Blason  | D'argent à l'aigle de sable, becquée, lampassée et membrée de gueules, à la bordure soudée d'or chargée de neuf merlettes aussi de sable posées en orle, au franc-canton aussi de gueules.              |
| Blason de Châtelliers-Châteaumur (Les) | Détails | * Ces armes emploient le terme « cousu » dans le seul but de contrevenir à la règle de contrariété des couleurs : elles sont fautives : or sur argent. Le statut officiel du blason reste à déterminer. |

| Blason de Chauché | Blason  | De sinople à la tour cousue de gueules, surmontée de l'inscription « CHAUCHÉ » en lettres capitales cousues de sable, au cadran solaire en triangle d'or mouvant de la pointe brochant sur la tour.                    |
| Blason de Chauché | Détails | * Ces armes emploient le terme « cousu » dans le seul but de contrevenir à la règle de contrariété des couleurs : elles sont fautives : gueules et sable sur sinople. Le statut officiel du blason reste à déterminer. |

| Blason de Chavagnes-en-Paillers | Blason  | Parti : au premier, mi-parti gironné de vair et de gueules de dix pièces ; au second, d'azur aux deux crosses adossées d'argent, la première posée en bande et la seconde contournée posée en barre. Devise / CriHabitare Fratres In Unum |
| Blason de Chavagnes-en-Paillers | Détails | Le statut officiel du blason reste à déterminer. |

| Blason de Clouzeaux (Les) | Blason  | D'azur aux dix billettes d'argent ordonnées 4, 3, 2 et 1, aux trois abeilles d'or, le tout enfermé dans un orle du même. |
| Blason de Clouzeaux (Les) | Détails | Le statut officiel du blason reste à déterminer.                                                                         |

| Blason de Coëx | Blason  | De gueules au lion couronné d'or.                |
| Blason de Coëx | Détails | Le statut officiel du blason reste à déterminer. |

| Blason de Commequiers | Blason  | Coupé : au premier, parti : au premier d'or aux deux clefs de sable passées en sautoir et au second de gueules au dolmen d'argent ; au second, d'azur au château d'argent, ajouré et maçonné de sable, surmonté d'une couronne de baron d'or. |
| Blason de Commequiers | Détails | Le statut officiel du blason reste à déterminer. |

| Blason de Copechagnière (La) | Blason  | D'argent à un arbre au naturel terrassé de sinople, sur le tout de gueules au lion d'or. |
| Blason de Copechagnière (La) | Détails | Le statut officiel du blason reste à déterminer.                                         |

| Blason de Cugand | Blason  | De gueules à l'aigle d'argent, becquée et membrée d'azur. |
| Blason de Cugand | Détails | Le statut officiel du blason reste à déterminer.          |

| Blason de Curzon | Blason  | D'azur au pont de trois arches d'argent, maçonné de sable, mouvant des flancs et de la pointe, surmonté de trois clochers d'or. |
| Blason de Curzon | Détails | Le statut officiel du blason reste à déterminer.                                                                                |

- Haut – A
- B
- C
- D
- E
- F
- G
- H
- I
- J
- K
- L
- M
- N
- O
- P
- Q
- R
- S
- T
- U
- V
- W
- X
- Y
- Z

## D
| Blason de Damvix | Blason  | Tranché, au premier de sinople, au second de sable, une bande d'argent chargée en chef d'une fleur de lys partie de sable et de sinople brochant sur le trait du tranché, une tour crénelée de trois pièces d'hermine brochant sur le tout[réf. nécessaire]. |
| Blason de Damvix | Détails | Le statut officiel du blason reste à déterminer. |

- Haut – A
- B
- C
- D
- E
- F
- G
- H
- I
- J
- K
- L
- M
- N
- O
- P
- Q
- R
- S
- T
- U
- V
- W
- X
- Y
- Z

## E
| Blason de Épine (L') | Blason  | D'azur à un navire d'or, le petit hunier chargé d'un cœur vendéen de gueules, voguant sur une mer d'argent, accompagnée de cinq heaumes d'or tarés de profil et posés en chevron; chapé d'argent chargé en chef à dextre d'une colombe contournée d'azur et à senestre d'une couleuvre ondoyante en pal du même. Devise / CriMari Sole Vento |
| Blason de Épine (L') | Détails | Le statut officiel du blason reste à déterminer. |

| Blason de Épesses (Les) | Blason  | Coupé : au premier, parti de gueules à trois macles d'argent et d'or au double cœur vidé, couronné et croisé de gueules ; au second, d'or au chêne de sinople. |
| Blason de Épesses (Les) | Détails | Le statut officiel du blason reste à déterminer. |

| Blason de Essarts (Les) | Blason  | D'hermine au chef de gueules chargé d'une grappe de raisin d'argent, feuillée de sinople, accostée de deux épis de blé d'or mouvant du trait du chef. |
| Blason de Essarts (Les) | Détails | Le statut officiel du blason reste à déterminer. |

- Haut – A
- B
- C
- D
- E
- F
- G
- H
- I
- J
- K
- L
- M
- N
- O
- P
- Q
- R
- S
- T
- U
- V
- W
- X
- Y
- Z

## F
| Blason de Falleron | Blason  | De sinople à la croix recercelée d'or, au chef ondé d'argent. |
| Blason de Falleron | Détails | Le statut officiel du blason reste à déterminer.              |

| Blason de Faute-sur-Mer (La) | Blason  | Parti d'or et d'azur au soleil non-figuré de gueules chargé d'un bateau d'or à deux voiles cousues d'azur, brochant sur la partition.                                                                      |
| Blason de Faute-sur-Mer (La) | Détails | * Ces armes emploient le terme « cousu » dans le seul but de contrevenir à la règle de contrariété des couleurs : elles sont fautives : azur sur gueules. Le statut officiel du blason reste à déterminer. |

| Blason de Faymoreau | Blason  | Tiercé en pairle renversé: au 1 de gueules à une lampe de mineur brochant sur un pic et un marteau de mineur passés en sautoir, tous d'or ; au 2 de sinople à deux anneaux d'or entortillés l'un sur l'autre autour d'un demi cœur croiseté de gueules accolé à une demie fleur de lis d'or; au 3 d'argent à un hêtre au naturel accompagné en pointe d'une burelle ondée d'azur; le tout au chef de vair plain. |
| Blason de Faymoreau | Détails | Inauguré le 26 juin 2025. Auteur(s)J.-F. Binon |

| Blason de Flocellière (La) | Blason  | D'azur à la tour d'argent, maçonnée de sable, accostée de deux fleurs de lys d'or, au chef aussi d'argent chargé de trois merlettes de sable. Devise / CriToujours droit. |
| Blason de Flocellière (La) | Détails | Le statut officiel du blason reste à déterminer. |

| Blason de Fontenay-le-Comte | Blason  | D'azur à la fontaine jaillissante de trois pièces d'argent au bassin maçonné de sable. Devise / CriFons Fontanacum Felicium Ingeniorum Scaturigo (Fontenay, fontaine et source de beaux esprits.) |
| Blason de Fontenay-le-Comte | Détails | - Il existe d'autres blasonnements : De sable, tranché d'argent ; à une fontaine d'or brochant sur le tout (Malte-Brun, la France illustrée, tome V, 1884) ; aussi D'azur, à une fontaine à bassin d'argent, côtoyée de deux licornes debout d'argent sommées d'or, à une fleur de lys en chef (Malte-Brun, la France illustrée, tome V, 1884). Armes parlantes. Blason adopté par délibération du Conseil municipal en 1927. |

| Blason de Foussais-Payré | Blason  | Parti : au premier, d'azur aux deux clefs d'or passées en sautoir ; au second, d'argent aux deux étoiles de gueules rangées en fasce, soutenues d'un croissant du même. |
| Blason de Foussais-Payré | Détails | Le statut officiel du blason reste à déterminer. |

- Haut – A
- B
- C
- D
- E
- F
- G
- H
- I
- J
- K
- L
- M
- N
- O
- P
- Q
- R
- S
- T
- U
- V
- W
- X
- Y
- Z

## G
| Blason de Garnache (La) | Blason  | Parti : au premier, d'or aux sept merlettes d'azur posées en orle, au franc-quartier de gueules ; au second, coupé : au premier, parti d'argent à la moucheture d'hermine de sable et d'or à la fleur de lys d'azur, et au second, d'azur à l'ostensoir d'or. |
| Blason de Garnache (La) | Détails | Le statut officiel du blason reste à déterminer. |

| Blason de Gaubretière (La) | Blason  | D'or au lévrier de sable surmonté de trois trèfles de sinople rangés en chef, à la filière aussi de sable. |
| Blason de Gaubretière (La) | Détails | Le statut officiel du blason reste à déterminer.                                                           |

| Blason de Genétouze (La) | Blason  | D'azur aux deux crosses d'argent passées en sautoir, cantonnées de quatre fleurs de lys d'or, au chef cousu de gueules chargé d'une mitre aussi d'argent accostée de deux léopards affrontés aussi d'or.   |
| Blason de Genétouze (La) | Détails | * Ces armes emploient le terme « cousu » dans le seul but de contrevenir à la règle de contrariété des couleurs : elles sont fautives : gueules sur azur. Le statut officiel du blason reste à déterminer. |

| Blason de Givre (Le) | Blason  | Tiercé en pairle : au premier, de gueules à la mitre d'or ; au second, d'azur au château d'argent, ouvert et couvert de sable ; au troisième, d'or à la bisse de sinople ondoyante en pal. |
| Blason de Givre (Le) | Détails | Le statut officiel du blason reste à déterminer. |

| Blason de Grand'Landes | Blason  | D'argent à un épi de blé d'or*, soutenu d'un double pampre de sinople posé en chevron renversé, chaussé du même chargé à dextre d'un cœur vendéen du champ et à senestre d'une tête de buse arrachée du même. |
| Blason de Grand'Landes | Détails | * Il y a là non-respect de la règle de contrariété des couleurs : ces armes sont fautives (or sur argent). Le statut officiel du blason reste à déterminer.                                                   |

| Blason de Gué-de-Velluire (Le) | Blason  | Écartelé : au premier, d'azur au prieuré d'argent, ouvert et ajouré de gueules ; au deuxième, d'argent au rocher de sable mouvant du flanc dextre et de la pointe ; au troisième, d'argent à la boucle de gueules ; au quatrième, de sinople à la rivière d'argent posée en bande, au gué pavé de sable. |
| Blason de Gué-de-Velluire (Le) | Détails | Armes parlantes. (gué) Le statut officiel du blason reste à déterminer. |

| Blason de Guyonnière (La) | Blason  | De sinople au lion couronné d'or, armé et lampassé de gueules. |
| Blason de Guyonnière (La) | Détails | Le statut officiel du blason reste à déterminer.               |

- Haut – A
- B
- C
- D
- E
- F
- G
- H
- I
- J
- K
- L
- M
- N
- O
- P
- Q
- R
- S
- T
- U
- V
- W
- X
- Y
- Z

## H
| Blason de Herbergement (L') | Blason  | Parti : au premier, d'azur au cerf arrêté d'or ; au second, de gueules aux quatre fusées d'or accolées en fasce, accompagnées de huit besants du même rangés, quatre en chef et quatre en pointe ; à l'épée d'argent garnie d'or brochant sur la partition. Devise / CriFidélité et progrès |
| Blason de Herbergement (L') | Détails | Le statut officiel du blason reste à déterminer. |

| Blason de Herbiers (Les) | Blason  | De gueules aux trois fasces d'or.                |
| Blason de Herbiers (Les) | Détails | Le statut officiel du blason reste à déterminer. |

| Blason de Hermenault (L') | Blason  | De gueules aux deux clefs d'argent passées en sautoir, au chef d'hermine. |
| Blason de Hermenault (L') | Détails | Le statut officiel du blason reste à déterminer.                          |

- Haut – A
- B
- C
- D
- E
- F
- G
- H
- I
- J
- K
- L
- M
- N
- O
- P
- Q
- R
- S
- T
- U
- V
- W
- X
- Y
- Z

## I
| Blason de L'Île-d'Elle | Blason  | Écartelé: au 1er de gueules à la fasce d'argent, au 2e de sinople à la mitre d'argent senestrée d'une crosse du même, au 3e d'argent au léopard d'or surmonté de trois étoiles de gueules rangées en chef, au 4e de gueules à la croix tréflée de vair. |
| Blason de L'Île-d'Elle | Détails | Le statut officiel du blason reste à déterminer. |

| Blason de Île-d'Olonne (L') | Blason  | D'azur au bateau cousu de sinople, à la voile latine cousue de gueules, accompagné en chef de deux triangles d'argent, soutenu d'un marais salant du même mouvant de la pointe et des flancs en perspective fuyante.  |
| Blason de Île-d'Olonne (L') | Détails | * Ces armes emploient le terme « cousu » dans le seul but de contrevenir à la règle de contrariété des couleurs : elles sont fautives : sinople et gueules sur azur. Le statut officiel du blason reste à déterminer. |

| Blason de Île-d'Yeu (L') | Blason  | D'or à la fasce ondée d'azur. Devise / CriIn Altum Lumen Et Perfugium (Lumière et refuge en haute mer.) |
| Blason de Île-d'Yeu (L') | Détails | Le statut officiel du blason reste à déterminer.                                                        |

- Haut – A
- B
- C
- D
- E
- F
- G
- H
- I
- J
- K
- L
- M
- N
- O
- P
- Q
- R
- S
- T
- U
- V
- W
- X
- Y
- Z

## J
| Blason de Jard-sur-Mer | Blason  | D'argent à l'écusson de gueules à l'abbaye de Lieu Dieu d'argent, maçonnée de sable, au comble d'azur chargé d'un soleil non figuré d'or, à la champagne de sinople. Devise / CriEn tous temps je brille. |
| Blason de Jard-sur-Mer | Détails | Le statut officiel du blason reste à déterminer. |

| Blason de Jaudonnière (La) | Blason  | Écartelé : au 1er de gueules à un vase à parfum d'or, au 2e d'or à deux fasces ondées d'azur, au 3e d'or à deux clés de sable passées en sautoir, au 4e de sinople à un moulin à vent d'argent. |
| Blason de Jaudonnière (La) | Détails | Adopté en 2016. |

| Blason de Jonchère (La) | Blason  | D'or au pied de jonc de sinople; au chef d'azur chargé d'une cigogne contournée d'argent, becquée et membrée de sable, issant du trait du chef, accostée de deux fleurs de lis d'argent. Devise / CriJuncis Sata Erat |
| Blason de Jonchère (La) | Détails | Armes parlantes. (jonc) Le statut officiel du blason reste à déterminer. |

- Haut – A
- B
- C
- D
- E
- F
- G
- H
- I
- J
- K
- L
- M
- N
- O
- P
- Q
- R
- S
- T
- U
- V
- W
- X
- Y
- Z

## L
| Blason de Landeronde | Blason  | Parti de gueules et d'argent aux deux renards rampants de l'un et de l'autre affrontés sur la ligne de partition, enté en pointe de sinople à la branche de cinq rameaux d'ajoncs d'or. Devise / CriLanda Rotunda |
| Blason de Landeronde | Détails | Le statut officiel du blason reste à déterminer. |

| Blason de Landes-Genusson (Les) | Blason  | D'azur au lion d'or, lampassé et couronné de gueules. |
| Blason de Landes-Genusson (Les) | Détails | Le statut officiel du blason reste à déterminer.      |

| Blason de Liez | Blason  | D'azur à un léopard d'or tenant dans sa dextre une lanterne du même. |
| Blason de Liez | Détails | Le statut officiel du blason reste à déterminer.                     |

| Blason de Loge-Fougereuse | Blason  | Tiercé en pairle renversé : au 1er de sinople à une biche couchée, la tête contournée, au naturel, au 2e d'or à une feuille de fougère de sinople posée en bande, au 3e d'argent à trois fasces ondées d'azur, à un cœur double, vidé, entrelacé, couronné et croisé de gueules brochant. |
| Blason de Loge-Fougereuse | Détails | Armes parlantes. (fougère) Le statut officiel du blason reste à déterminer. |

| Blason de Longèves | Blason  | D'azur à la fasce ondée d'argent, accompagnée en chef de deux clefs d'or passées en sautoir et en pointe d'une épée aussi d'argent garnie aussi d'or. |
| Blason de Longèves | Détails | Le statut officiel du blason reste à déterminer. |

| Blason de Longeville-sur-Mer | Blason  | De gueules à la barre cousue de sinople. |
| Blason de Longeville-sur-Mer | Détails | * Ces armes emploient le terme « cousu » dans le seul but de contrevenir à la règle de contrariété des couleurs : elles sont fautives : sinople sur azur. Le statut officiel du blason reste à déterminer. |

| Blason de Luçon | Blason  | De gueules au brochet d'argent posé en pal.                              |
| Blason de Luçon | Détails | Le statut officiel du blason reste à déterminer.                         |
| Blason de Luçon | Alias   | D'azur, à trois brochets d'argent posés en fasce. Selon d'autres sources |

| Blason de Lucs-sur-Boulogne (Les) | Blason  | De gueules à la fasce ondée d'argent chargée d'une couronne princière soudée d'or, au franc-canton d'argent chargé d'une croix partie d'or et de sinople.                                               |
| Blason de Lucs-sur-Boulogne (Les) | Détails | * Ces armes emploient le terme « cousu » dans le seul but de contrevenir à la règle de contrariété des couleurs : elles sont fautives : or sur argent. Le statut officiel du blason reste à déterminer. |

- Haut – A
- B
- C
- D
- E
- F
- G
- H
- I
- J
- K
- L
- M
- N
- O
- P
- Q
- R
- S
- T
- U
- V
- W
- X
- Y
- Z

## M
| Blason de Maché | Blason  | Taillé de sinople et d'argent, à la caille au naturel brochante, soutenue de trois divises ondées d'azur en pointe et accompagnée en chef au canton dextre d'un double cœur vidé, croisé et couronné cousu de gueules. |
| Blason de Maché | Détails | * Ces armes emploient le terme « cousu » dans le seul but de contrevenir à la règle de contrariété des couleurs : elles sont fautives : gueules sur sinople. Le statut officiel du blason reste à déterminer.          |

| Blason de Maillezais | Blason  | De gueules, à deux clefs d'argent posées en sautoir. |
| Blason de Maillezais | Détails | Le statut officiel du blason reste à déterminer.     |

| Blason de Mallièvre | Blason  | Coupé : au premier, parti : au premier d'argent à la croix alésée pattée de gueules et au second de gueules à la tour d'argent, ouverte, ajourée et maçonnée de sable ; au second, d'argent au double cœur vidé, couronné et croisé de gueules. |
| Blason de Mallièvre | Détails | Le statut officiel du blason reste à déterminer. |

| Blason de Mareuil-sur-Lay-Dissais | Blason  | D'or, au chevron de gueules, accompagné de trois aiglettes d'azur, becquées et membrées de gueules. Devise / CriSans sortir de l'ornière. |
| Blason de Mareuil-sur-Lay-Dissais | Détails | Le statut officiel du blason reste à déterminer.                                                                                          |

| Blason de Marillet | Blason  | Coupé ondé : au 1er parti au I d'argent à un cœur double, vidé, entravaillé, couronné et croisé de gueules et au II d'azur à une étoile d'or, au 2d de sinople à deux clés d'argent passées en sautoir. |
| Blason de Marillet | Détails | Création Jean-François Binon, adoptée en avril 2021. |

| Blason de Marsais-Sainte-Radégonde | Blason  | Parti: au 1er d'azur à la grappe de raisin tigée et feuillée d'or en chef, au 2e d'or à trois rocs d'échiquier de sable en chef; à la fleur de lis brochant en pointe sur le parti, de l'un en l'autre. |
| Blason de Marsais-Sainte-Radégonde | Détails | Le statut officiel du blason reste à déterminer. |

| Blason de Martinet | Blason  | D'or à trois martinets de sable volant en pal ; au chef d'azur chargé de trois lis de jardin d'argent.  |
| Blason de Martinet | Détails | Armes parlantes. (martinets, nom des oiseaux dessinés) Le statut officiel du blason reste à déterminer. |

| Blason de Meilleraie-Tillay (La) | Blason  | Parti : au 1er d'or à une pierre d'azur, au 2d de sinople à une tête d'ours d'argent mouvant du flanc senestre ; au chef d'azur à deux cœurs vidés, croisés et entrelacés, cousus* de gueules et mouvant du trait du chef. |
| Blason de Meilleraie-Tillay (La) | Détails | * Ces armes emploient le terme « cousu » dans le seul but de contrevenir à la règle de contrariété des couleurs : elles sont fautives : gueules sur azur. Présent sur des panneaux de rue.                                 |

| Blason de Mesnard-la-Barotière | Blason  | D'argent fretté de six pièces d'azur, au franc-canton de gueules chargé d'une barre d'or. Devise / CriDe Barroteria |
| Blason de Mesnard-la-Barotière | Détails | Le statut officiel du blason reste à déterminer.                                                                    |

| Blason de Monsireigne | Blason  | De gueules à la sirène d'argent, se regardant dans un miroir du même, posée sur une trangle ondée d'azur bordée aussi d'argent, accompagnée en chef à dextre d'une croisette d'or et à senestre d'une fleur de lys du même défaillante à senestre. |
| Blason de Monsireigne | Détails | Armes parlantes. (sirène) Le statut officiel du blason reste à déterminer. |

| Blason de Montaigu | Blason  | De vair au griffon de gueules.[réf. nécessaire] |
| Blason de Montaigu | Détails | Sur l'armorial de france il y a un autre blason Le statut officiel du blason reste à déterminer.                                                                                      |
| Blason de Montaigu | Alias   | D'azur, à deux lions d'or, armés d'argent, posés debout l'un derrière l'autre. Victor Adolphe Malte-Brun (La France illustrée, tome V, 1884) cite l'ancien blasonnement de la ville : |

| Blason de Montournais | Blason  | D'argent à la montagne de deux pics de sinople, celui de dextre plus petit, à la divise d'azur brochant à dextre et disparaissant derrière le pic le plus haut à senestre, au soleil levant d'or. |
| Blason de Montournais | Détails | Le statut officiel du blason reste à déterminer. |

| Blason de Montreuil | Blason  | D'azur à un puits d'or maçonné de sable, accosté de deux quintefeuilles d'argent et accompagné en pointe d'un croissant du même. |
| Blason de Montreuil | Détails | Le statut officiel du blason reste à déterminer.                                                                                 |

| Blason de Mortagne-sur-Sèvre | Blason  | D'azur au cerf d'or passant sur une divise du même. |
| Blason de Mortagne-sur-Sèvre | Détails | Le statut officiel du blason reste à déterminer.    |

| Blason de Mothe-Achard (La) | Blason  | D'azur au lion d'argent, armé et lampassé de gueules, aux deux fasces alésées du même brochant sur le tout. Devise / CriEx Virtute Nobilitas – Achard – Hache ! |
| Blason de Mothe-Achard (La) | Détails | Le statut officiel du blason reste à déterminer. |

| Blason de Mouilleron-en-Pareds | Blason  | De gueules au moulin à vent d'or, posé sur un tertre de sinople, accosté de deux clefs renversées et adossées d'argent, au chef cousu d'azur chargé de trois étoiles aussi d'argent. Devise / CriSic Itur Ad Astra |
| Blason de Mouilleron-en-Pareds | Détails | * Ces armes emploient le terme « cousu » dans le seul but de contrevenir à la règle de contrariété des couleurs : elles sont fautives : azur sur gueules. Le statut officiel du blason reste à déterminer.         |

| Blason de Mouilleron-le-Captif | Blason  | De sable aux trois chevrons d'argent, accompagnés en chef à dextre d'une étoile d'or et à senestre d'un croissant aussi d'argent, et en pointe d'une moucheture d'hermine du même, mantelé cousu d'azur chargé de quatre fleurs de lys d'or, deux à dextre l'une sur l'autre et deux à senestre l'une sur l'autre, au comble ondé du même. |
| Blason de Mouilleron-le-Captif | Détails | * Ces armes emploient le terme « cousu » dans le seul but de contrevenir à la règle de contrariété des couleurs : elles sont fautives : azur sur sable. Le statut officiel du blason reste à déterminer. |

| Blason de Moutiers-les-Mauxfaits | Blason  | D'azur à la foi d'or, accompagnée en pointe d'une coquille d'argent. |
| Blason de Moutiers-les-Mauxfaits | Détails | Le statut officiel du blason reste à déterminer.                     |

- Haut – A
- B
- C
- D
- E
- F
- G
- H
- I
- J
- K
- L
- M
- N
- O
- P
- Q
- R
- S
- T
- U
- V
- W
- X
- Y
- Z

## N
| Blason de Nalliers | Blason  | Écartelé en sautoir : au 1) d'argent au vase de deux anses d'or ; au 2) d'azur à une tête de bœuf d'or ; au 3) d'argent au moulin à vent d'or ; au 4) d'azur à une tête de cheval contournée d'or. |
| Blason de Nalliers | Détails | * Il y a là non-respect de la règle de contrariété des couleurs : ces armes sont fautives (or sur argent). Le statut officiel du blason reste à déterminer.                                        |

| Blason de Nesmy | Blason  | Parti : au premier, d'azur à la croix alésée pattée d'argent ; au second, d'or au pot d'une anse de gueules ; le tout sommé d'un chef de sinople chargé de trois tours d'or, ouvertes, ajourées et maçonnées de sable. Devise / CriHier aujourd'hui. |
| Blason de Nesmy | Détails | Le statut officiel du blason reste à déterminer. |

| Blason de Nieul-le-Dolent | Blason  | D'azur au lion d'or, armé et lampassé de gueules, chargé sur le flanc d'une croisette pattée de sinople, à la filière cousue de sable.                                                                   |
| Blason de Nieul-le-Dolent | Détails | * Ces armes emploient le terme « cousu » dans le seul but de contrevenir à la règle de contrariété des couleurs : elles sont fautives : sable sur azur. Le statut officiel du blason reste à déterminer. |

| Blason de Noirmoutier-en-l'Île | Blason  | D'or, au chevron de gueules, accompagné de trois aiglettes d'azur, becquées et membrées de gueules. |
| Blason de Noirmoutier-en-l'Île | Détails | Le statut officiel du blason reste à déterminer. |
| Blason de Noirmoutier-en-l'Île | Alias   | Écartelé : au premier, de gueules à la croix d'argent perronnée de 4 marches ; au deuxième, de sinople à la croix écartelée d'or et d'azur ; au troisième, d'azur à la croix partie d'or et de sinople ; au quatrième, de vair à la croix écartelée d'argent et de sable. Il existe un autre blasonnement (celui de l'île de Noirmoutier ?) |

| Blason de Notre-Dame-de-Monts | Blason  | D'azur au mont de trois coupeaux d'or, posé sur une champagne ondée de sinople, surmonté d'une étoile d'argent. |
| Blason de Notre-Dame-de-Monts | Détails | Le statut officiel du blason reste à déterminer.                                                                |

| Blason de Notre-Dame-de-Riez | Blason  | Fascé ondé d'azur et d'argent de huit pièces, au lion de gueules, armé, lampassé et couronné d'or brochant sur le tout (qui est de Luxembourg) ; au chef d'azur semé de fleurs de lis d'or (de France ancien). Devise / CriRecessit sed adimplevit |
| Blason de Notre-Dame-de-Riez | Détails | Le statut officiel du blason reste à déterminer. |

- Haut – A
- B
- C
- D
- E
- F
- G
- H
- I
- J
- K
- L
- M
- N
- O
- P
- Q
- R
- S
- T
- U
- V
- W
- X
- Y
- Z

## O
| Blason de Oie (L') | Blason  | D'azur à l'oie d'or, becquée et membrée de gueules, adextrée en chef de deux épées d'argent passées en sautoir. Devise / CriPrope Quattuor Vias |
| Blason de Oie (L') | Détails | Armes parlantes. Le statut officiel du blason reste à déterminer.                                                                               |

| Blason de Orbrie (L') | Blason  | Parti : au premier, d'or aux trois chabots de gueules ; au second, mi-parti gironné de gueules et d'argent de huit pièces, les girons d'argent chargés de trois fasces aussi de gueules ; au peuplier d'argent mouvant de la pointe brochant sur le parti. |
| Blason de Orbrie (L') | Détails | Le statut officiel du blason reste à déterminer. |

- Haut – A
- B
- C
- D
- E
- F
- G
- H
- I
- J
- K
- L
- M
- N
- O
- P
- Q
- R
- S
- T
- U
- V
- W
- X
- Y
- Z

## P
| Blason de Palluau | Blason  | De gueules au château de deux tours couvertes d'or, à la bordure burelée d'argent et de sable de dix pièces. Devise / CriPalude Excrevit Acer (Du marais est sorti le champ.) ; ou Labore Improbo Crevit A Palude Ager (Par un travail constant, du marais est sorti le champ.) |
| Blason de Palluau | Détails | Le statut officiel du blason reste à déterminer. |

| Blason de Perrier (Le) | Blason  | De sinople à la fasce ondée d'argent sommée d'une yole [barque] avec un maraîchin tenant une gaffe à senestre et une maraîchine assise et contournée à dextre, le tout d'argent, soutenu d'une croisette fleurdelisée d'or. |
| Blason de Perrier (Le) | Détails | Le statut officiel du blason reste à déterminer. |

| Blason de Poiré-sur-Velluire (Le) | Blason  | Taillé : au premier, d'azur au château d'or, ouvert et ajouré de gueules, maçonné de sable ; au second, de sinople au portail de chapelle d'argent, croisé et maçonné de sable ; à la traverse ondée d'argent brochant sur la partition ; le tout sommé d'un chef cousu de sable chargé de trois croisettes pattées d'argent. |
| Blason de Poiré-sur-Velluire (Le) | Détails | * Ces armes emploient le terme « cousu » dans le seul but de contrevenir à la règle de contrariété des couleurs : elles sont fautives : sable sur azur. Le statut officiel du blason reste à déterminer. |

| Blason de Poiré-sur-Vie (Le) | Blason  | D'azur à la croix écartelée d'argent et de vair, cantonnée au premier d'une clef d'or. |
| Blason de Poiré-sur-Vie (Le) | Détails | Le statut officiel du blason reste à déterminer.                                       |

| Blason de Pommeraie-sur-Sèvre (La) | Blason  | D'azur aux trois pommes feuillées d'or, mal ordonnées, soutenues d'un pont d'une arche du même mouvant des flancs, à la bordure cousue de gueules chargée en chef d'une tour donjonnée de trois tourelles aussi d'or.                |
| Blason de Pommeraie-sur-Sèvre (La) | Détails | * Ces armes emploient le terme « cousu » dans le seul but de contrevenir à la règle de contrariété des couleurs : elles sont fautives : gueules sur azur. Armes parlantes. (pommes) Le statut officiel du blason reste à déterminer. |

| Blason de Pouzauges | Blason  | D'or à l'épée haute d'argent, accostée de dix fleurs de lys de sable, cinq à dextre et cinq à senestre. Devise / CriJustice et force. |
| Blason de Pouzauges | Détails | Le statut officiel du blason reste à déterminer.                                                                                      |

- Haut – A
- B
- C
- D
- E
- F
- G
- H
- I
- J
- K
- L
- M
- N
- O
- P
- Q
- R
- S
- T
- U
- V
- W
- X
- Y
- Z

## R
| Blason de Rabatelière (La) | Blason  | D'argent aux sept merlettes de sable ordonnées 3, 3 et 1. |
| Blason de Rabatelière (La) | Détails | Le statut officiel du blason reste à déterminer.          |

| Blason de Réaumur | Blason  | D'azur à la bande d'argent, accompagnée en chef d'une chapelle d'argent, ouverte, ajourée et couverte de sable, en perspective, portail à senestre, et en pointe d'une fleur de lys d'or. Devise / CriInventor Meus Dominus Fuit |
| Blason de Réaumur | Détails | Le statut officiel du blason reste à déterminer. |

| Blason de Réorthe (La) | Blason  | Taillé : au premier, de gueules au château d'or, ouvert et ajouré du champ, maçonné de sable ; au second, de sinople à la rothe d'or posée en barre ; à la traverse ondée d'argent brochant sur la partition ; le tout surmonté d'un chef d'argent chargé de quatre croisettes d'azur. |
| Blason de Réorthe (La) | Détails | Armes parlantes. (rothe) Le statut officiel du blason reste à déterminer. |

| Blason de Roche-sur-Yon (La) | Blason  | De gueules à une ville d'argent sur un rocher de sinople accompagnée en chef d'une foi d'or, au franc-canton des villes de second ordre, qui est à dextre, d'azur à la lettre capitale N d'or. |
| Blason de Roche-sur-Yon (La) | Détails | Victor Adolphe Malte-Brun rapportait, dans la France illustrée, tome V (1884), que « cette ville n'a pas d'armes officiellement reconnues ; mais un ancien sceau de ses archives représente : un écu chargé mi-partie d'une croix potencée, cantonnée de quatre croisettes, qui est de Jérusalem, et semée de fleurs de lis, au lambel de trois pendants, qui est d'Anjou ». Le statut officiel du blason reste à déterminer. |

| Blason de Rocheservière | Blason  | De gueules à la croix partie d'or et de sable.   |
| Blason de Rocheservière | Détails | Le statut officiel du blason reste à déterminer. |

| Blason de Rochetrejoux | Blason  | Coupé : au premier, d'azur au mont alésé de six coupeaux d'argent ; au second, parti bandé contre-bandé d'or et de gueules. Devise / CriRoca Jovis Suo Tempore |
| Blason de Rochetrejoux | Détails | Le statut officiel du blason reste à déterminer. |

- Haut – A
- B
- C
- D
- E
- F
- G
- H
- I
- J
- K
- L
- M
- N
- O
- P
- Q
- R
- S
- T
- U
- V
- W
- X
- Y
- Z

## S
| Blason de Sables-d'Olonne (Les) | Blason  | D'azur au vaisseau équipé et habillé d'argent voguant sur une mer de sinople mouvant de la pointe, surmonté de la Vierge aussi d'argent, les bras croisés sur la poitrine et au voile mouvant à senestre, posée sur une nuée du même, accostée de deux chérubins aux ailes déployées d'argent, cantonnés l'un en barre à dextre, l'autre en bande à senestre. Devise / CriAdvocata Nostra Ora Pro Nobis (Ô notre médiatrice, intercède pour nous.) |
| Blason de Sables-d'Olonne (Les) | Détails | Le statut officiel du blason reste à déterminer. |

| Blason de Saint-André-Goule-d'Oie | Blason  | D'azur au sautoir d'or chargé d'une coquille de gueules et cantonné de quatre oies en vol d'argent. |
| Blason de Saint-André-Goule-d'Oie | Détails | Armes parlantes. (croix de Saint-André et oies) Le statut officiel du blason reste à déterminer.    |

| Blason de Saint-Aubin-des-Ormeaux | Blason  | D'azur à la fasce ondée d'argent, accompagnée de trois émerillons d'or, becqués, chaperonnés et membrés de gueules. Devise / CriVirtus Et Encis |
| Blason de Saint-Aubin-des-Ormeaux | Détails | Le statut officiel du blason reste à déterminer.                                                                                                |

| Blason de Saint-Avaugourd-des-Landes | Blason  | D'argent au canard en vol de sinople posé en pal, à la champagne ondée d'azur, au chef de gueules. |
| Blason de Saint-Avaugourd-des-Landes | Détails | Le statut officiel du blason reste à déterminer.                                                   |

| Blason de Saint-Benoist-sur-Mer | Blason  | D'azur à la croix haussée d'or, enhendée en chef et aux flancs, perronnée d'un degré en pointe, cantonnée au premier d'un buste de Saint Benoît issant de la traverse, au deuxième d'une poignée de quatre trèfles tigés, au troisième d'un lapin contourné assis sur une terrasse isolée, fumant la pipe, au quatrième d'un bateau à voile contourné voguant vent debout, le tout d'or. |
| Blason de Saint-Benoist-sur-Mer | Détails | Le statut officiel du blason reste à déterminer. |

| Blason de Saint-Christophe-du-Ligneron | Blason  | Tranché : au premier, de sinople au double cœur vidé, couronné et croisé d'argent ; au second, d'argent à la tierce ondée d'azur en pointe ; à Saint Christophe d'argent, vêtu de gueules, issant de la tierce et brochant sur le tout. |
| Blason de Saint-Christophe-du-Ligneron | Détails | Le statut officiel du blason reste à déterminer. |

| Blason de Saint-Cyr-en-Talmondais | Blason  | D'argent à l'écusson abaissé soudé d'or, chargé d'une tour de sable, ouverte, ajourée et maçonnée du champ, accostée en chef de deux coquilles de gueules, deux bécasses affrontées au naturel marchant sur le haut de l'écusson. |
| Blason de Saint-Cyr-en-Talmondais | Détails | * Ces armes emploient le terme « cousu » dans le seul but de contrevenir à la règle de contrariété des couleurs : elles sont fautives : or sur argent. Le statut officiel du blason reste à déterminer.                           |

| Blason de Saint-Denis-la-Chevasse | Blason  | Burelé d'or et de gueules de dix pièces à la bisse d'azur ondoyante en pal brochant sur le tout. |
| Blason de Saint-Denis-la-Chevasse | Détails | Le statut officiel du blason reste à déterminer.                                                 |

| Blason de Saint-Étienne-du-Bois | Blason  | D'azur à la barre d'or, chargée en chef d'un double cœur vidé, couronné et croisé de gueules posé à plomb, en pointe de deux palmes de sinople passées en sautoir et en abîme de deux lettres S et E capitales aussi de gueules posées à plomb et rangées en fasce, accompagnée en chef d'une grappe de raisin aussi d'or, feuillée aussi de sinople et en pointe de deux feuilles de chêne du même posées en barre et englantées de deux pièces d'or. |
| Blason de Saint-Étienne-du-Bois | Détails | Le statut officiel du blason reste à déterminer. |

| Blason de Saint-Florent-des-Bois | Blason  | Parti : au premier, d'or aux trois fleurs de lys d'azur mal ordonnées, au franc-canton de gueules ; au second, d'azur à la crosse abbatiale d'or accostée à dextre d'une clef d'argent et à senestre d'une fleur de lys aussi d'or. |
| Blason de Saint-Florent-des-Bois | Détails | Le statut officiel du blason reste à déterminer. |

| Blason de Saint-Fulgent | Blason  | D'azur semé d'étoiles d'or au lion léopardé du même, armé et lampassé de gueules, brochant sur le tout. |
| Blason de Saint-Fulgent | Détails | Le statut officiel du blason reste à déterminer.                                                        |

| Blason de Saint-Georges-de-Montaigu | Blason  | D'azur au pairle d'argent, accosté à dextre d'une roue dentée d'or et à senestre d'un épi de blé feuillé du même, au pont de quatre arches aussi d'or mouvant de la pointe, surmonté d'une crosse de sable, les deux brochant sur le pairle. |
| Blason de Saint-Georges-de-Montaigu | Détails | Le statut officiel du blason reste à déterminer. |

| Blason de Saint-Georges-de-Pointindoux | Blason  | D'or à une trentaine de grains de blé au naturel en vrac sur le champ et sur lesquels broche un dragon sans ailes de sinople, regardant et, crachant des flammes de gueules, transpercé par une pile diminuée du champ, posée en barre et movant de l'angle chef-senestre; au chef tiercé en pal au 1er d'azur à une massette et une boucharde d'or passées en sautoir, au 2e d'azur à une meule de moulin d'or chargée d'une croix pattée de sable, au 3e d'azur à une plane et une serpe d'or emmanchées de sable passées en sautoir. |
| Blason de Saint-Georges-de-Pointindoux | Détails | Création D. Renolleau et H-P. Troussicot. Adopté en 2001 |

| Blason de Saint-Germain-de-Prinçay | Blason  | De sinople à l'épée haute d'or, accostée de deux chapelles du même, à la bordure componée d'argent et de gueules de seize pièces. Devise / CriFinis Coronat Opus |
| Blason de Saint-Germain-de-Prinçay | Détails | Le statut officiel du blason reste à déterminer. |

| Blason de Saint-Gilles-Croix-de-Vie | Blason  | Parti : au premier, d'azur à l'ancre d'or ; au second, de gueules semé de fleurs de lys d'or.       |
| Blason de Saint-Gilles-Croix-de-Vie | Détails | Certaines sources donnent des couleurs différentes Le statut officiel du blason reste à déterminer. |

| Blason de Saint-Hilaire-de-Loulay | Blason  | De gueules à la crosse épiscopale d'or, à la mitre d'argent brochant sur le tout, au chef d'hermine chargé de trois tours, donjonnées chacune de trois tourelles d'or, ouvertes, ajourées et maçonnées de sable. |
| Blason de Saint-Hilaire-de-Loulay | Détails | Le statut officiel du blason reste à déterminer. |

| Blason de Saint-Hilaire-de-Riez | Blason  | D'azur à la croix partie d'or et de sable.       |
| Blason de Saint-Hilaire-de-Riez | Détails | Le statut officiel du blason reste à déterminer. |

| Blason de Saint-Hilaire-des-Loges | Blason  | De gueules à un pont de deux arches d'or, maçonné de sable, l'ouverture des arches remplie d'azur, mouvant de la pointe, accompagné en chef, à dextre, d'une tour d'or, maçonnée de sable, ouverte et ajourée du champ et, à senestre, d'une roue d'or,. Devise / CriIn servito omnium « Au service de tous » |
| Blason de Saint-Hilaire-des-Loges | Détails | Adopté le 16 mai 2017. |

| Blason de Saint-Hilaire-la-Forêt | Blason  | Parti: au 1) d'or à la crosse de sable, au 2) d'azur à l'érable arraché d'argent.                                                                              |
| Blason de Saint-Hilaire-la-Forêt | Détails | La crosse est l'attribut de saint Hilaire et l'érable évoque la 2ème partie du nom de la commune. Création de Jean-François Binon adoptée le 29 novembre 2015. |

| Blason de Saint-Hilaire-le-Vouhis | Blason  | De gueules à la bande cousue de sable, chargée de quatre fusées d'argent posées à plomb, accompagnée en chef de trois tours donjonnées chacune de trois tourelles d'or et en pointe d'un chêne arraché du même. |
| Blason de Saint-Hilaire-le-Vouhis | Détails | * Ces armes emploient le terme « cousu » dans le seul but de contrevenir à la règle de contrariété des couleurs : elles sont fautives : sable sur gueules. Le statut officiel du blason reste à déterminer.     |

| Blason de Saint-Jean-de-Monts | Blason  | D'azur à la fasce d'argent, accompagnée en chef d'un agneau pascal du même, la tête nimbée et contournée, portant une bannerette chargée d'une croisette aussi d'argent à la hampe d'or, et en pointe d'un mont de trois coupeaux du même. Devise / CriCrescere (Croître.) |
| Blason de Saint-Jean-de-Monts | Détails | Le statut officiel du blason reste à déterminer. |

| Blason de Saint-Laurent-sur-Sèvre | Blason  | D'azur à la croix d'or mouvant d'une plaine ondée de sable, cantonnée au premier d'une fleur de lys d'or, au deuxième d'un gril du même la poignée vers le chef, au troisième d'un sautoir aussi d'or chargé de cinq losanges de gueules posées à plomb, au quatrième de trois étoiles d'or, au double cœur vidé, couronné et croiseté de gueules, brochant en abîme. |
| Blason de Saint-Laurent-sur-Sèvre | Détails | Le statut officiel du blason reste à déterminer. |

| Blason de Saint-Martin-des-Noyers | Blason  | Taillé : au premier, de sable à l'épée d'argent posée en fasce la pointe vers senestre, supportant un manteau de gueules ; au second, d'or aux trois noyers arrachés de sable, feuillés de sinople et fruités d'argent, mal ordonnés. Devise / CriSanctus Martinus De Nucariis |
| Blason de Saint-Martin-des-Noyers | Détails | Le statut officiel du blason reste à déterminer. |

| Blason de Saint-Martin-des-Tilleuls | Blason  | Coupé : au premier, parti : au premier d'argent aux trois fasces d'azur et au second de sable à la bande d'argent chargée de quatre fusées du champ accolées et posées en barre ; au second, de gueules aux trois croisettes pattées d'argent. |
| Blason de Saint-Martin-des-Tilleuls | Détails | Le statut officiel du blason reste à déterminer. |

| Blason de Saint-Mathurin | Blason  | De sinople aux trois bourrines d'or, au chef du même chargé d'une croisette potencée du champ. Devise / CriPro aris et focis |
| Blason de Saint-Mathurin | Détails | Le statut officiel du blason reste à déterminer.                                                                             |

| Blason de Saint-Maurice-des-Noues | Blason  | D'azur aux trois chevrons d'argent.              |
| Blason de Saint-Maurice-des-Noues | Détails | Le statut officiel du blason reste à déterminer. |

| Blason de Saint-Maurice-le-Girard | Blason  | D'azur à la bande d'or chargée de trois croissants soudés d'argent et côtoyée de deux clefs de sable posées en bande.                                                         |
| Blason de Saint-Maurice-le-Girard | Détails | * Il y a là non-respect de la règle de contrariété des couleurs : ces armes sont fautives (sable sur azur et argent sur or). Le statut officiel du blason reste à déterminer. |

| Blason de Saint-Mesmin | Blason  | De sinople au lion d'or, au chef bastillé du même chargé d'un rencontre de bœuf de sable, accosté de deux marrons du même dans leur bogue de sinople, feuillés du même. |
| Blason de Saint-Mesmin | Détails | Le statut officiel du blason reste à déterminer. |

| Blason de Saint-Michel-le-Cloucq | Blason  | D'azur au donjon couvert d'argent ouvert et ajouré du champ, flanqué de deux tours couvertes aussi d'argent, ajourées du champ, le tout maçonné de sable, soutenu de l'archange Saint Michel d'or, au franc-canton dextre cousu de gueules chargé d'un chêne d'or et au franc-canton senestre aussi cousu de gueules chargé d'une gerbe aussi d'or. Devise / CriSancti Michaelis Clausi |
| Blason de Saint-Michel-le-Cloucq | Détails | * Ces armes emploient le terme « cousu » dans le seul but de contrevenir à la règle de contrariété des couleurs : elles sont fautives : gueules sur azur. Le statut officiel du blason reste à déterminer. |

| Blason de Saint-Paul-en-Pareds | Blason  | Coupé : au premier, de sinople à la roue à aubes sur une rivière, accompagnée à dextre d'un moulin à vent et à senestre d'une gerbe, le tout d'argent ; au second, de gueules au château de trois tours d'or posé sur une colline de sinople ; à la bordure componée de seize pièces de gueules au cœur vendéen d'or et d'azur à la fleur de lys d'or. Devise / CriAnse Et Aratro |
| Blason de Saint-Paul-en-Pareds | Détails | Le statut officiel du blason reste à déterminer. |

| Blason de Saint-Philbert-de-Bouaine | Blason  | De gueules aux cinq tours donjonnées de trois tourelles d'or, à la croix perronnée de trois degrés d'argent brochant sur le tout, au franc-quartier d'hermine. Devise / CriRenaissance et confiance. |
| Blason de Saint-Philbert-de-Bouaine | Détails | Le statut officiel du blason reste à déterminer. |

Saint-Philbert-du-Pont-Charrault

Blason : Rouge, avec le Pont-Charrault et c'est cinq arches et une croix en or sur le côté.
| Blason de Saint-Pierre-le-Vieux | Blason  | D'or à la fasce ondée d'azur sommée d'une barque d'argent et accompagnée en pointe d'un bouquet de trois roseaux à massette de sable, tigés et feuillés de sinople, mouvant de la pointe. |
| Blason de Saint-Pierre-le-Vieux | Détails | Le statut officiel du blason reste à déterminer. |

| Blason de Saint-Prouant | Blason  | D'argent à la croix gironnée d'or et d'azur de huit pièces, cantonnée au premier et au quatrième d'un double cœur vidé, couronné et croisé de gueules, au deuxième et au troisième d'une étoile de six rais gironnée d'or et d'azur de douze pièces. |
| Blason de Saint-Prouant | Détails | Le statut officiel du blason reste à déterminer. |

| Blason de Saint-Sulpice-en-Pareds | Blason  | Taillé : au premier, d'azur au buste de Saint Sulpice d'argent, nimbé d'or, issant d'une nuée aussi d'argent ; au second, de gueules au château couvert d'or posé sur une motte alésée de sinople chargée d'une onde d'azur, surmonté d'une fleur de lys d'argent. |
| Blason de Saint-Sulpice-en-Pareds | Détails | Le statut officiel du blason reste à déterminer. |

| Blason de Saint-Sulpice-le-Verdon | Blason  | De sinople à la croix haussée alésée fleurdelysée d'or, cantonnée en chef à dextre d'un lion du même, lampassé, armé et couronné de gueules. Devise / CriOncques n'y faillit. |
| Blason de Saint-Sulpice-le-Verdon | Détails | Le statut officiel du blason reste à déterminer. |

| Blason de Saint-Vincent-Sterlanges | Blason  | De gueules aux trois angelots d'argent. Devise / CriD'Esterlanges est mon nom. |
| Blason de Saint-Vincent-Sterlanges | Détails | Le statut officiel du blason reste à déterminer.                               |

| Blason de Saint-Vincent-sur-Graon | Blason  | D'azur à la croix de huit pointes d'or, cantonnée en chef à senestre d'une fleur de lys du même, à la plaine ondée d'argent chargée d'une rose de gueules. Devise / CriPlus fort réunis. |
| Blason de Saint-Vincent-sur-Graon | Détails | Le statut officiel du blason reste à déterminer. |

| Blason de Sainte-Cécile | Blason  | Gironné d'azur et d'or de seize pièces, à la fasce d'argent denchée brochant en pointe, chargée à dextre d'une croisette pattée de gueules et à senestre d'une lyre du même, brochant sur le tout. |
| Blason de Sainte-Cécile | Détails | Conflit héraldique : sur le dessin, la croisette et la lyre ne chargent pas la fasce mais brochent partiellement dessus. Le statut officiel du blason reste à déterminer.                          |

| Blason de Sainte-Flaive-des-Loups | Blason  | De gueules à l'anille d'argent, au chef d'or chargé de trois têtes de loup arrachées de sable. |
| Blason de Sainte-Flaive-des-Loups | Détails | Armes parlantes. (loups) Le statut officiel du blason reste à déterminer.                      |

| Blason de Sainte-Gemme-la-Plaine | Blason  | D'hermine plain, chaque moucheture soutenue d'un croissant de gueules. |
| Blason de Sainte-Gemme-la-Plaine | Détails | Le statut officiel du blason reste à déterminer.                       |

| Blason de Sainte-Hermine | Blason  | D'hermine plain.                                                  |
| Blason de Sainte-Hermine | Détails | Armes parlantes. Le statut officiel du blason reste à déterminer. |

| Blason de Sainte-Pexine | Blason  | Parti : au premier, d'or à l'arbre arraché de sinople ; au second, de sinople à deux fasces ondées d'argent chargées chacune d'une jumelle ondée d'azur. |
| Blason de Sainte-Pexine | Détails | Le statut officiel du blason reste à déterminer. |

| Blason de Sainte-Radégonde-des-Noyers | Blason  | D'or au chevron de gueules soutenu d'une corneille éployée de sable. |
| Blason de Sainte-Radégonde-des-Noyers | Détails | Le statut officiel du blason reste à déterminer.                     |

| Blason de Sallertaine | Blason  | Tiercé en bande: au 1er d'or, au 2e d'azur à trois canards d'argent volant en bande, au 3e de sinople; à la crosse au naturel mouvant du flanc senestre, chargeant à senestre l'or et à dextre le sinople et sur laquelle broche l'azur. |
| Blason de Sallertaine | Détails | Le statut officiel du blason reste à déterminer. |

| Blason de Sigournais | Blason  | D'or au château couvert de sable, girouetté du même, ouvert, ajouré et crénelé d'argent, au chef de vair de deux tires. Devise / CriOlim Vinum Meum Laudabatur |
| Blason de Sigournais | Détails | Le statut officiel du blason reste à déterminer. |

| Blason de Sion-sur-l'Océan | Blason  | D'azur au voilier de gueules, pavillonné du même, habillé d'argent, voguant sur une mer de sinople, accompagné en chef senestre de deux cœurs vidés, entrelacés, couronnés et croisés de gueules.                   |
| Blason de Sion-sur-l'Océan | Détails | Sion-sur-l'Océan (commune de Saint-Hilaire-de-Riez). * Il y a là non-respect de la règle de contrariété des couleurs : ces armes sont fautives (gueules sur azur). Le statut officiel du blason reste à déterminer. |

| Blason de Soullans | Blason  | De sinople à la croix écartelée d'or et de sable. Devise / CriAmoenitas firmitasque ( Avec douceur et fermeté ) |
| Blason de Soullans | Détails | Le statut officiel du blason reste à déterminer.                                                                |

- Haut – A
- B
- C
- D
- E
- F
- G
- H
- I
- J
- K
- L
- M
- N
- O
- P
- Q
- R
- S
- T
- U
- V
- W
- X
- Y
- Z

## T
| Blason de Talmont-Saint-Hilaire | Blason  | D'argent aux trois tours crénelées de gueules, couvertes et girouettées du même, ouvertes, ajourées et maçonnées du champ. |
| Blason de Talmont-Saint-Hilaire | Détails | Le statut officiel du blason reste à déterminer.                                                                           |

| Blason de Tardière (La) | Blason  | De gueules à la chapelle d'or, ouverte et ajourée de sable, soutenue à dextre d'une branche de chêne de sinople et à senestre d'une branche de châtaignier du même, les tiges passées en sautoir en pointe et liées d'argent ; à la champagne ondée d'azur chargée d'une jumelle ondée d'argent ; au chef d'or fretté de sable de dix pièces. |
| Blason de Tardière (La) | Détails | * Il y a là non-respect de la règle de contrariété des couleurs : ces armes sont fautives (sinople sur gueules). Le statut officiel du blason reste à déterminer. |

| Blason de Thorigny | Blason  | De sinople à la tour d'argent, ouverte et ajourée du champ, maçonnée de sable. |
| Blason de Thorigny | Détails | Le statut officiel du blason reste à déterminer.                               |

| Blason de Tiffauges | Blason  | D'azur semé de fleurs de lys d'or, au franc-quartier de gueules chargé d'une épée d'argent. |
| Blason de Tiffauges | Détails | Le statut officiel du blason reste à déterminer.                                            |

| Blason de Tranche-sur-Mer (La) | Blason  | De gueules au lion d'or, au chef parti : au premier cousu d'azur au soleil non figuré d'or, et au second cousu de sinople au cœur vendéen d'argent. Devise / CriSol Omnibus Adest                                     |
| Blason de Tranche-sur-Mer (La) | Détails | * Ces armes emploient le terme « cousu » dans le seul but de contrevenir à la règle de contrariété des couleurs : elles sont fautives : azur et sinople sur gueules. Le statut officiel du blason reste à déterminer. |

| Blason de Treize-Septiers | Blason  | Parti : au premier, de gueules au setier d'or cerclé de sable ; au second, de sinople à la gerbe d'or ; le tout sommé d'un chef cousu d'azur chargé de trois tours d'argent, ouvertes du champ et maçonnées de sable.                           |
| Blason de Treize-Septiers | Détails | * Ces armes emploient le terme « cousu » dans le seul but de contrevenir à la règle de contrariété des couleurs : elles sont fautives : azur sur gueules et sinople. Armes parlantes. (setier) Le statut officiel du blason reste à déterminer. |

| Blason de Treize-Vents | Blason  | D'argent aux treize ombres de vans ordonnées 3, 3, 3, 3 et 1.     |
| Blason de Treize-Vents | Détails | Armes parlantes. Le statut officiel du blason reste à déterminer. |

- Haut – A
- B
- C
- D
- E
- F
- G
- H
- I
- J
- K
- L
- M
- N
- O
- P
- Q
- R
- S
- T
- U
- V
- W
- X
- Y
- Z

## V
| Blason de Vairé | Blason  | De gueules à la châsse d'or, allumée d'argent, surmontée à senestre d'une coquille aussi d'argent brochant sur deux bourdons de pèlerin de sable passés en sautoir, au franc-canton cousu d'azur chargé d'une croisette de huit pointes aussi d'or. |
| Blason de Vairé | Détails | * Ces armes emploient le terme « cousu » dans le seul but de contrevenir à la règle de contrariété des couleurs : elles sont fautives : azur sur sinople. Le statut officiel du blason reste à déterminer.                                          |

| Blason de Velluire | Blason  | Écartelé : au premier, d'or au château de gueules, maçonné de sable ; au deuxième, de sinople à la traverse ondée d'argent ; au troisième, d'azur à la torque versée d'or ; au quatrième, d'or à la fasce fuselée de cinq pièces de gueules. |
| Blason de Velluire | Détails | Le statut officiel du blason reste à déterminer. |

| Blason de Velluire-sur-Vendée (Les) | Blason  | Écartelé : au 1er de sable à trois croisettes pattées d'argent, au 2e de sinople au château donjonné de trois tourelles d'or, maçonné de sable, au 3e de sinople au portail d'église d’argent, au 4e d'or à cinq fusées de gueules accolées en fasce ; sur le tout, d'azur à la barre ondée d'argent. |
| Blason de Velluire-sur-Vendée (Les) | Détails | Armoiries composées par Raphaël Vaubourdolle, adoptées par la municipalité en décembre 2019. |

| Blason de Verrie (La) | Blason  | D'azur à la crosse d'or, accostée à dextre d'un bœuf effrayé contourné d'argent et à senestre de trois merlettes du même. |
| Blason de Verrie (La) | Détails | Le statut officiel du blason reste à déterminer.                                                                          |

| Blason de Vouvant | Blason  | Burelé d'argent et d'azur, à deux serpents de gueules affrontés. |
| Blason de Vouvant | Détails | Ce blason adopté lors de la séance du Conseil Municipal du 4 juin 1991 correspond aux armes acquises par la seigneurie de Vouvant-Mervent au moins dès le début du XVIe siècle. Ces armes étaient décrites comme suit dans un ouvrage réalisé entre 1524 et 1534 par Jean de Baudreuil pour Louis II d'Orléans-Longueville : « ung escu burelé d'argent et d'azur à deux serpents de gueulles » Le statut officiel du blason reste à déterminer. |
| Blason de Vouvant | Alias   | Burelé d'azur et d'argent (le burelé est inversé sur les plaques de rue). |

- Haut – A
- B
- C
- D
- E
- F
- G
- H
- I
- J
- K
- L
- M
- N
- O
- P
- Q
- R
- S
- T
- U
- V
- W
- X
- Y
- Z

## Communes sans armoiries connues
| Image | Nom de la commune et blasonnement |
| ----- | --- |
|       | Communes sans armoiries connues N'ont pas d'armoiries connues les communes de L'Aiguillon-sur-Vie, Antigny, Auzay, Avrillé, Bazoges-en-Paillers, Benet, Boufféré, Bouillé-Courdault, Boulogne, Bourneau, La Bretonnière-la-Claye, Breuil-Barret, Cezais, Chaillé-sous-les-Ormeaux, Chambretaud, Champagné-les-Marais, La Chapelle-Achard, La Chapelle-aux-Lys, La Chapelle-Hermier, La Chapelle-Palluau, La Chapelle-Thémer, Chasnais, Château-d'Olonne, Châteauneuf, Chavagnes-les-Redoux, Cheffois, Corpe, La Couture, Doix, Dompierre-sur-Yon, Le Fenouiller, La Ferrière, Fontaines, Fougeré, Froidfond, Le Girouard, Givrand, Grosbreuil, Grues, La Guérinière, Lairoux, Landevieille, Le Langon, Les Magnils-Reigniers, Maillé, Le Mazeau, Menomblet, La Merlatière, Mervent, Moreilles, Mormaison, Mouchamps, Moutiers-sur-le-Lay, Mouzeuil-Saint-Martin, Nieul-sur-l'Autise, Olonne-sur-Mer, Oulmes, Péault, Petosse, Les Pineaux, Pissotte, Poiroux, Pouillé, Puy-de-Serre, Puyravault, Rosnay, Saint-André-Treize-Voies, Saint-Aubin-la-Plaine, Saint-Cyr-des-Gâts, Saint-Denis-du-Payré, Sainte-Florence, Sainte-Foy, Saint-Étienne-de-Brillouet, Saint-Germain-l'Aiguiller, Saint-Gervais, Saint-Hilaire-de-Voust, Saint-Jean-de-Beugné, Saint-Juire-Champgillon, Saint-Julien-des-Landes, Saint-Laurent-de-la-Salle, Saint-Maixent-sur-Vie, Saint-Malô-du-Bois, Saint-Mars-la-Réorthe, Saint-Martin-de-Fraigneau, Saint-Martin-des-Fontaines, Saint-Martin-Lars-en-Sainte-Hermine, Saint-Michel-en-l'Herm, Saint-Michel-Mont-Mercure, Saint-Paul-Mont-Penit, Saint-Pierre-du-Chemin, Saint-Révérend, Saint-Sigismond, Saint-Urbain, Saint-Valérien, Saint-Vincent-sur-Jard, Saligny, Sérigné, Le Tablier, La Taillée, Tallud-Sainte-Gemme, Thiré, Thouarsais-Bouildroux, Triaize, Venansault, Vendrennes, Vix, Vouillé-les-Marais et Xanton-Chassenon. |